# Николау, Ангел Петрович
А́нгел Петро́вич Никола́у (рум. Anghel Nicolau; ? — ?) — городской голова Кишинёва с 1855 по 1858.

## Биография
Был женат на дочери богатого бессарабского землевладельца Кирилла (Калчо) Минкова.
Считается основателем Ильинского базара, просуществовавшего в Кишинёве до 1960 года.
Был избран городским головой в 1855 году, сменив на этом посту брата своей жены Дмитрия Минкова.
В 1858 году передает бразды правления городом тому же Дмитрию Минкову.

## Семья
- Дочь — Анастасия Николау (в замужестве — Берлацкая, затем — Головина; 1850—1933), первая болгарская женщина с высшим европейским медицинским образованием[1], основатель болгарской психиатрии[1].